# Fuscapex ophioacanthicola
Fuscapex ophioacanthicola is een slakkensoort uit de familie van de Eulimidae. De wetenschappelijke naam van de soort is voor het eerst geldig gepubliceerd in 1981 door Warén.